# Simone (film fra 1918)
 For alternative betydninger, se Simone. (Se også artikler, som begynder med Simone)
Simone er en fransk stumfilm fra 1918 af Camille de Morlhon.

## Medvirkende
- Edmond Duquesne
- Armand Tallier
- Lilian Greuze
- Simone Genevois
- Romuald Joubé
- Maurice Escande - Michel Mignier
- Marie-Laure
- Garay
- Henri Valbel
- Joly
- Régnier